# Jamtara
Jamtara är en stad i den indiska delstaten Jharkhand, och är huvudort för ett distrikt med samma namn. Folkmängden uppgick till 29 415 invånare vid folkräkningen 2011.